# Route 236 (Québec)
Pour les articles homonymes, voir Route 236.
La route 236 (R-236) est une route régionale québécoise d'orientation est / ouest située sur la rive sud du fleuve Saint-Laurent. Elle dessert la région administrative de la Montérégie.

## Tracé
La route 236 débute à Saint-Stanislas-de-Kostka sur la route 132 et se termine également sur cette dernière, 29 kilomètres plus à l'est, à Beauharnois. Elle longe la rive sud du canal de Beauharnois et sert de route de contournement de Salaberry-de-Valleyfield.

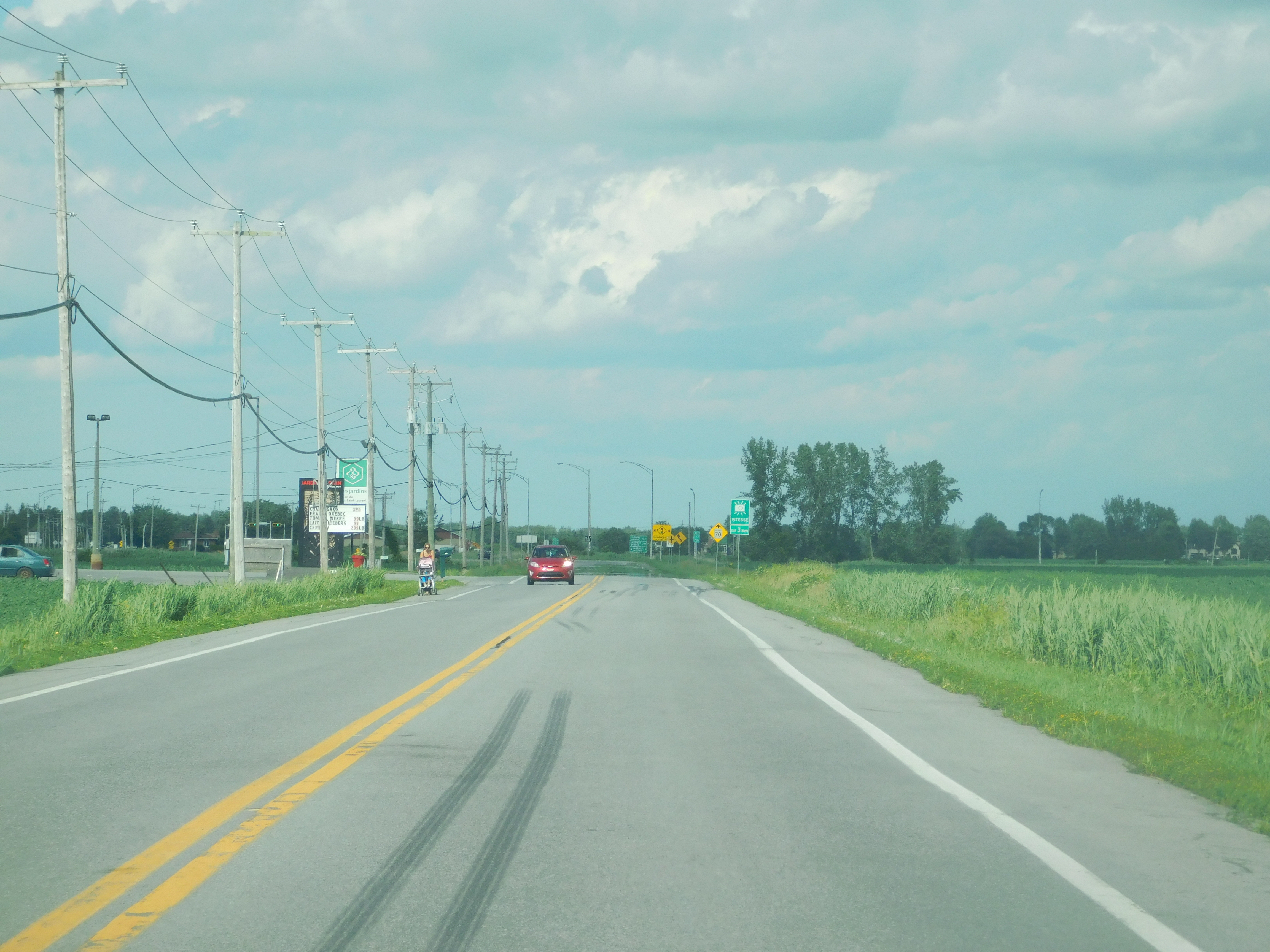
Approche de l'intersection des routes 132 et 236 à l'extrémité ouest de la route.
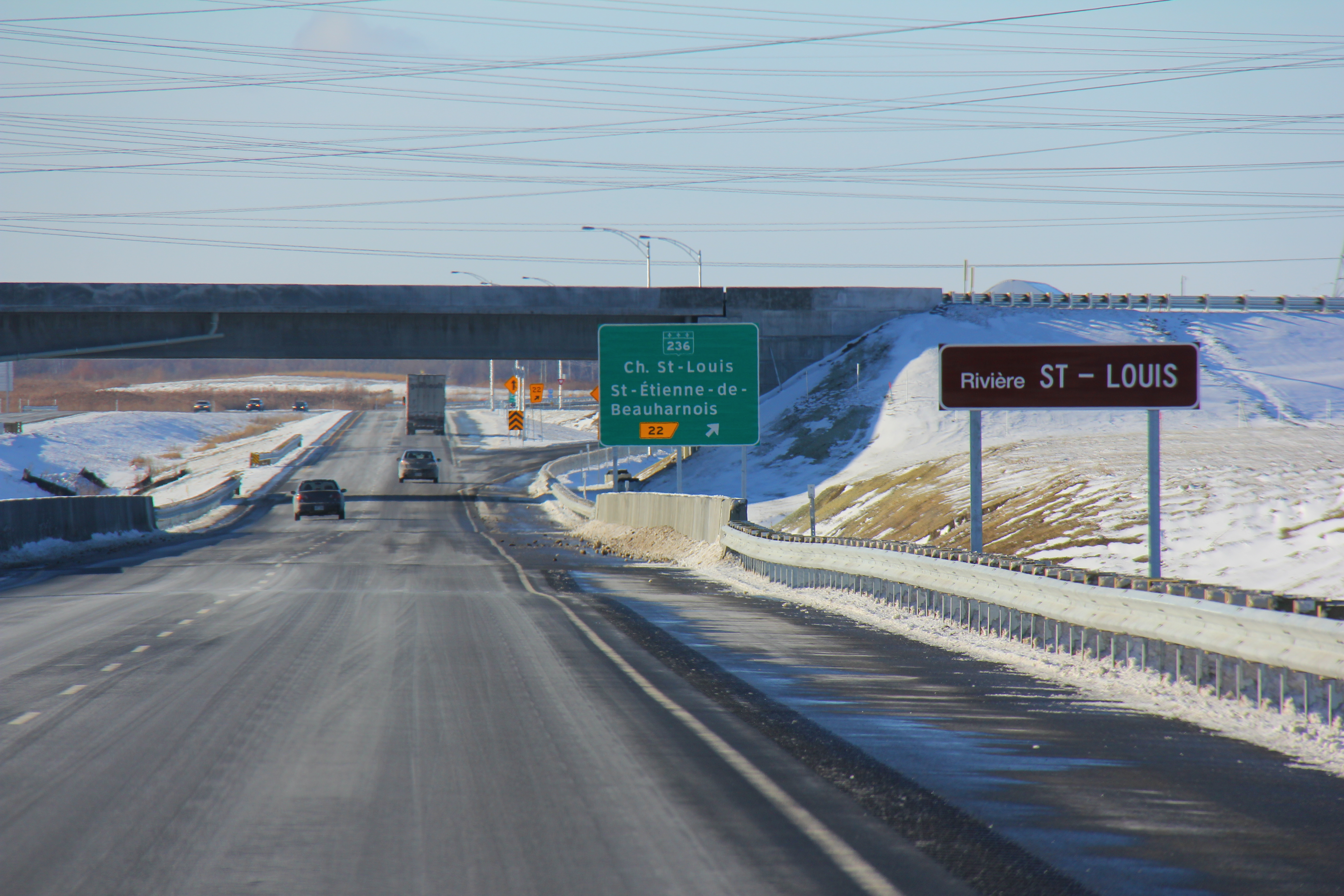
Échangeur de l'A-30 et de la route 236.

### Changements au tracé
Le tracé originel de la route 236 relie Cazaville et Beauharnois via Sainte-Barbe. L'extrémité ouest de l'itinéraire est ensuite déplacé à Saint-Stanislas-de-Kostka.
Dans le cadre des travaux de parachèvement de l'A-30, une portion de la route 236 a été déplacée plus à l'ouest, sur l'autre rive de la rivière Saint-Louis, pour plutôt traverser le parc industriel de la ville.

## Localités traversées (d'ouest en est)
Liste des municipalités dont le territoire est traversé par la route 236, regroupées par municipalité régionale de comté.

### Montérégie
Beauharnois-Salaberry
- Saint-Stanislas-de-Kostka
- Saint-Louis-de-Gonzague
- Saint-Étienne-de-Beauharnois
- Beauharnois

## Intersections majeures
| MRC                   | Municipalité                                             | km    | Destinations                                                 | Notes                                         |
| --------------------- | -------------------------------------------------------- | ----- | ------------------------------------------------------------ | --------------------------------------------- |
| Beauharnois-Salaberry | Saint-Stanislas-de-Kostka                                | 0,00  | R-132 – Sainte-Barbe, Huntingdon, Salaberry-de-Valleyfield   |                                               |
| Beauharnois-Salaberry | Limite Saint-Stanislas-de-Kostka–Saint-Louis-de-Gonzague | 7,20  | R-201 – Salaberry-de-Valleyfield, Ormstown                   |                                               |
| Beauharnois-Salaberry | Beauharnois                                              | 26,50 | Chemin Saint-Louis                                           | Carrefour giratoire; ancien tracé de la R-236 |
| Beauharnois-Salaberry | Beauharnois                                              | 27,20 | A-30 – Vaudreuil-Dorion, Sorel-Tracy                         | Sortie 22 de l'A-30                           |
| Beauharnois-Salaberry | Beauharnois                                              | 29,90 | R-132 – Salaberry-de-Valleyfield, Beauharnois (Centre-ville) |                                               |
|                       |                                                          |       |                                                              |                                               |